# Алфред фон Шлифен
Алфред фон Шлифен (на немски: Alfred von Schlieffen) е германски фелдмаршал и стратег, който служи като началник-щаб на Германската имперска армия от 1891 до 1906 г. В негова чест е наречен планът Шлифен, представляващ оперативен наръчник за решителни настъпателни операции срещу фронта на Третата френска република.

## Биография
Шлифен е роден на 28 февруари 1833 г. в Берлин. Той е син на пруски генерал от благородническата фамилия Шлифен, но като малък не проявява интерес към военното дело и вместо да се запише в училище за кадети, избира да учи в Берлинския университет. Докато учи право, той се записва в армията през 1853 г. като част от едногодишната му задължителна военна служба. Скоро след това е назначен в генералния щаб и участва в Седемседмичната война срещу Австрийската империя (1866) и във Френско-пруската война (1870 – 1871). Към 1884 г. той вече е началник на отдела за военна история на генералния щаб, а през 1891 г. заменя Алфред фон Валдерзе като началник-щаб.
По това време Германия е изправена пред възможността да се въвлече във война на два фронта – срещу Франция на запад и срещу Русия на изток. Опитвайки се да разреши този проблем, Шлифен приема различен подход от предшествениците си, които целят първоначално нахлуване в Русия. Имайки предвид огромните територии на източния съсед на Германия, той предлага бърз и решаващ удар срещу Франция. Освен това, осъзнавайки че фронталната офанзива срещу големи армии би била скъпо струваща и нерешителна, Шлифен решава, че трябва да се удари по фланга на врага. Планът, който се оформя постепенно в края на 19 век и началото на 20 век, предвижда само малка войска на изток, която е предназначена да забавя руснаците, докато по-голямата част от германската армия се разгръща на запад. Движение по фланга би имало най-голяма степен на успех от север – през Белгия или Холандия, тъй като южните части са твърде хълмисти, за да позволят безпрепятственото движение на големи армии. Шлифен предлага южната част да се отбранява с относително малко хора, докато повече сили се концентрират на север. Преминаването през Белгия би обградило френските предни армии и би ги тласнало към германското южно крило. Именно това е в същността си и планът Шлифен, завършен през 1905 г., когато Алфред фон Шлифен се пенсионира.
Планът не е следван дословно при избухването на Първата световна война. Наследникът на Шлифен, Хелмут фон Молтке, драстично намалява големината на нападащите армии, поради което често бива обвиняван за провала на Германия да спечели бърза и решителна победа. Самият Шлифен умира преди започването на войната, на 4 януари 1913 г. в Берлин. Погребан е в гробището Инвалиденфридхоф.